# Caius Gabriel Cibber

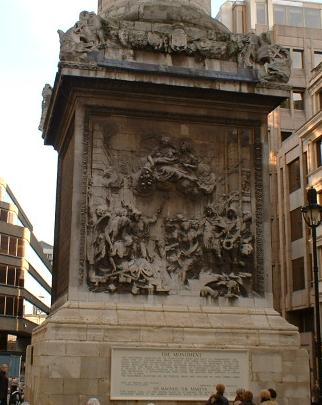
Bassorilievo sulla base del Monumento al grande incendio di Londra

Caius Gabriel Cibber (Flensburgo, 1630 – 1700) è stato uno scultore danese, che ebbe molto successo in Inghilterra e fu il padre dell'attore e commediografo Colley Cibber. Venne nominato scultore del gabinetto del Re da Guglielmo III.

## Biografia
Nacque nella provincia di Schleswig in Danimarca, figlio di un artigiano del sovrano e dal re venne inviato in Italia per approfondire i suoi studi, ma emigrò poi in Inghilterra. Molte delle sue opere erano, o sono, esposte al pubblico a Londra, compresa la statua di Carlo II (1681), ancora sita in Soho Square, due statue, in sembianza umana, rappresentanti la "Malinconia" e la "Follia delirante" che vennero commissionate per il portale d'ingresso del manicomio, del XVII secolo, oggi denominato Bethlem Royal Hospital. Scolpì anche il bassorilievo posto alla base del monumento al grande incendio di Londra, mentre i suoi bassorilievi realizzati per il palazzo del Royal Exchange sono andati distrutti.
Egli lavorò molto per gli architetti Christopher Wren (per opere inserite nella St Paul's Cathedral e nel Hampton Court Palace) e William Talman (per Chatsworth House (1688-91) e la versione della Thoresby Hall andata completamente distrutta dalle fiamme nel 1745).
Egli realizzò una serie di monumenti funebri per diverse chiese, compresi quelli per il VII e VIII Conte di Rutland a Bottesford (Leicestershire) e lo straordinario monumento di Sackville a Withyam nell'East Sussex. Una statua di Flora, nei giardini di Chatsworth, è stata, in tempi recenti, rimessa nel Tempio dedicato alla dea; Fra gli altri lavori degni di nota si ricordano la Sea Horse Fountain.